# Синьсян
Синься́н (кит. упр. 新乡, пиньинь Xīnxiāng) — городской округ в провинции Хэнань КНР.

## История
После монгольского завоевания и образования империи Юань в этих местах был создан Вэйхуэйский регион (卫辉路), власти которого разместились в административном центре уезда Цзисянь (汲县). После свержения власти монголов и образования китайской империи Мин Вэйхуэйский регион был преобразован в Вэйхуэйскую управу (卫辉府), власти которой по-прежнему размещались в административном центре уезда Цзисянь. После Синьхайской революции в Китае была проведена реформа структуры административного деления, в результате которой управы были упразднены.
В годы войны с Японией японские войска вошли на эти земли в феврале 1938 года, и на местах установилось троевластие: в одних местах существовали созданные японцами марионеточные властные структуры, другие по-прежнему подчинялись гоминьдановским властям, третьи были взяты под контроль коммунистами. После окончания Второй мировой войны и капитуляции Японии гоминьдановцы поначалу вернули себе основной контроль, однако уже с 1947 года коммунисты начали наступление в сельской местности, постепенно отбирая деревни у гоминьдановцев.
В ноябре 1948 года урбанизированная часть уезда Синьсян была выделена в город Синьсян, который в мае 1949 года был занят коммунистами. После победы в гражданской войне коммунистами была в августе 1949 года создана провинция Пинъюань, и эти места вошли в состав созданного одновременно Специального района Синьсян (新乡专区) провинции Пинъюань; город Синьсян стал административным центром провинции Пинъюань. В октябре 1949 года уезд Цзяоцзо был преобразован в Горнодобывающий район Цзяоцзо (焦作矿区). 30 ноября 1952 года провинция Пинъюань была расформирована, и Специальный район Синьсян перешёл в состав провинции Хэнань. В 1954 году был расформирован Специальный район Пуян (濮阳专区), и уезды Фэнцю и Чанъюань перешли в состав Специального района Синьсян. В 1956 году Горнодобывающий район Цзяоцзо был преобразован в город Цзяоцзо, подчинённый напрямую властям провинции Хэнань. В 1958 году Специальный район Аньян (安阳专区) был присоединён к Специальному району Синьсян. В 1960 году уезды Синьсян и Хоцзя были присоединены к городу Синьсян.
В 1961 году были воссозданы уезды Синьсян и Хоцзя, а Специальный район Аньян был вновь выделен из Специального района Синьсян; уезд Чанъюань вошёл в состав Специального района Аньян. В 1967 году Специальный район Синьсян был переименован в округ Синьсян (新乡地区). В 1974 году город Синьсян стал городом двойного подчинения (подчиняясь одновременно и властям округа, и властям провинции), но в 1978 году вновь стал подчиняться только властям округа. В 1983 году был расформирован округ Аньян, и уезд Чанъюань перешёл в подчинение властям Пуяна.
В 1986 году были расформированы округ Синьсян и город Синьсян, и образован городской округ Синьсян. В 1988 году уезд Цзисянь был преобразован в городской уезд Вэйхуэй, а уезд Хуэйсянь — в городской уезд Хуэйсянь.
В 2014 году уезд Чанъюань был выведен из подчинения властям городского округа Синьсян и перешёл в прямое подчинение властям провинции Хэнань.

## Административно-территориальное деление
Городской округ Синьсян делится на 4 района, 2 городских уезда, 5 уездов:
| Карта                                                                                           | Карта    | Карта     | Карта         | Карта         | Карта            |
| ----------------------------------------------------------------------------------------------- | -------- | --------- | ------------- | ------------- | ---------------- |
| ③ ④ ① ② Синьсян Хоцзя Юаньян Яньцзинь Фэнцю Вэйхуэй Хуэйсянь ① Фэнцюань ② Муе ③ Хунци ④ Вэйбинь |          |           |               |               |                  |
| Статус                                                                                          | Название | Иероглифы | Пиньинь       | Площадь (км²) | Население (2010) |
| Район                                                                                           | Фэнцюань | 凤泉区    | Fèngquán qū   | 115           | 140 000          |
| Район                                                                                           | Муе      | 牧野区    | Mùyě qū       | 80            | 310 000          |
| Район                                                                                           | Хунци    | 红旗区    | Hóngqí qū     | 148           | 330 000          |
| Район                                                                                           | Вэйбинь  | 卫滨区    | Wèibīn qū     | 52            | 240 000          |
| Городской уезд                                                                                  | Вэйхуэй  | 卫辉市    | Wèihuī shì    | 882           | 510 000          |
| Городской уезд                                                                                  | Хуэйсянь | 辉县市    | Huīxiàn shì   | 2007          | 830 000          |
| Уезд                                                                                            | Синьсян  | 新乡县    | Xīnxiāng xiàn | 375           | 340 000          |
| Уезд                                                                                            | Хоцзя    | 获嘉县    | Huòjiā xiàn   | 473           | 420 000          |
| Уезд                                                                                            | Юаньян   | 原阳县    | Yuányáng xiàn | 1329          | 760 000          |
| Уезд                                                                                            | Яньцзинь | 延津县    | Yánjīn xiàn   | 886           | 490 000          |
| Уезд                                                                                            | Фэнцю    | 封丘县    | Fēngqiū xiàn  | 1220          | 780 000          |

## Экономика
Зона экономического развития города Синьсян соединена железнодорожным сообщением со странами Западной Европы.

## Транспорт
Важное значение имеют грузовые железнодорожные перевозки из Синьсяна в Центральную Азию и Европу.

## Города-побратимы
- Итажаи
- Касивара